# فيلين فلاس
فيلينا فلاس كان معسكر للاغتصاب نشط خلال حرب البوسنة والهرسك. كان بمثابة أحد مرافق الاحتجاز الرئيسية حيث تعرض السجناء المدنيون البوشناق للضرب والتعذيب والقتل واغتصاب النساء من قبل حراس السجن خلال مذابح فيشغراد في حرب البوسنة والهرسك في التسعينيات. تقع على بعد حوالي أربعة كيلومترات شمال شرق فيسيغراد في قرية فيسيغرادسكا بانيا.
بعد الحرب أعيد افتتاح فيلينا فلاس كمرفق سياحي. عارضت السلطات المحلية بشكل فعال إقامة نصب تذكاري وقمعت الإشارة إلى فظائعهم في المنطقة ذات الأغلبية المسلمة في السابق.

## المعسكر
في عام 1992 كان معسكر الاعتقال والاغتصاب في فندق فيلينا فلاس أحد مرافق الاحتجاز الرئيسية في منطقة فيسيغراد. تم تأسيسها من قبل فيلق أوزيتشي في نهاية أبريل 1992 ولعبت دور مهم في التطهير العرقي للسكان غير الصرب في المنطقة. كان الفندق بمثابة معسكر «بيت دعارة». تم إحضار النساء والفتيات البوشناق بما في ذلك العديد من النساء اللائي لم يبلغن من العمر 14 عام إلى المعسكر من قبل ضباط الشرطة وأعضاء المجموعات شبه العسكرية النسور البيضاء ورجال أركان وفوييسلاف شيشيلي.
أسس ميلان لوكيتش زعيم مجموعة محلية من القوات شبه العسكرية يشار إليها بشكل مختلف بالنسور الأبيض أو المنتقمون أو الذئاب مقره في فندق فيلينا فلاس وهو أحد المواقع المختلفة التي تم فيها احتجاز البوشناق المحليين. ولعبت المجموعة المرتبطة بالشرطة المحلية والوحدات العسكرية الصربية دور بارز في التطهير العرقي في فيسيغراد وارتكبت العديد من الجرائم بما في ذلك القتل والاغتصاب والتعذيب والضرب والنهب وتدمير الممتلكات.
زُعم أن العديد من حالات الاغتصاب في منطقة فيسيغراد قد ارتكبت بطريقة منهجية على ما يبدو. تشير التقارير المقدمة إلى لجنة خبراء الأمم المتحدة إلى مجلس الأمن (لجنة بسيوني) إلى أنه تم القبض على الضحايا ونقلهم إلى أماكن مثل فيلينا فلاس وفندق فيسيغراد على ما يبدو بغرض الاعتقال والاغتصاب.
قدر تقرير واحد إلى لجنة بسيوني أن 200 امرأة معظمهن من البوشناق تم احتجازهن في فيلينا فلاس وتعرضن للاعتداء الجنسي. كان الفندق معروف بأنه مكان يتم فيه احتجاز النساء الشابات الجميلات فقط وفي شهادتهن أمام لجنة بسيوني يُزعم أن النساء اللواتي تم إحضارهن إلى هذا المعسكر قد تم اختيارهن لإنجاب أطفال «شيتنيك» و«تم اختيارهم» بعناية. وزُعم أن فتيات صغيرات نُقلن إلى الفندق بينما نُقلت المسنات إلى أماكن أخرى مثل المنازل المشغولة أو المهجورة واغتصبن. تم اعتبار عدد التقارير واتساقها على أنهما يقدمان تأكيد معقول بأن عدد كبير من حالات الاغتصاب حدثت بالفعل في الفندق.
تم اغتصاب السجناء بشكل متكرر وضربهم بالهراوات. قُتلت العديد من النساء بينما تم نفي أخريات أو أصيبن بالجنون أو انتحروا. ولم ينجُ سوى عدد قليل من السجينات أقل من عشرة وفقا لجمعية ضحايا الحرب النساء وهي منظمة تعمل مع الناجيات وتنظم حملات لمحاكمة الجناة. وتعرضت معظم السجينات إما للقتل أو الانتحار. لم يتم العثور على جثث الضحايا ويُزعم أنها دفنت في أماكن مخفية ثم أعيد دفنها.
خلال مذبحة سيفيرين اختطف ميلان لوكيتش 16 بوسني أثناء سفرهم في حافلة من صربيا إلى البوسنة والهرسك ونقلوا إلى فيلينا فلاس حيث تعرضوا للتعذيب والقتل.
تم إغلاق المعسكر في النهاية بمجرد أن أصبح وجوده معروف خارج البوسنة والهرسك ونقل المعتقلين الباقين على قيد الحياة إلى مصير مجهول.

## المحاكمات
ميلان لوكيتش أدين بإعدام محتجزين في المعسكر. لم يتم اتهامه بالاغتصاب رغم توثيقها جيدا. انتقدت رئيسة جمعية ضحايا الحرب من النساء باكرة هاسيسيتش بشدة المحكمة الجنائية الدولية ليوغوسلافيا السابقة في لاهاي لفشلها في إدراج الاغتصاب ضمن التهم الموجهة إلى ميلان لوكيتش عند تقديمه للمحاكمة. أفادت إحدى الناجيات أن لوكيتش اغتصبها عدة مرات بينما كانت سجينة في الفندق.
أوليفر كرسمانوفيتش متهم بالاغتصاب والانتهاك الجنسي الجسيم للمحتجزات البوسنيات في فيلينا فلاس وكذلك بتهمة مذبحة 70 بوسني في قرية بيكافاتش.
ريستو بيريشيتش رئيس الشرطة وموظف إدارة الأزمات يُزعم أنه ساعد في تعذيب واغتصاب وإعدام المحتجزين في فيلينا فلاس. أفيد أن دوسكو أندريتش مدير فيلينا فلاس كان أحد مرتكبي جرائم الاغتصاب في الفندق. دوشكو أندريتش متقاعد لا يزال يعيش في فيسيغراد. لم يتم اتهامه بارتكاب أي جرائم.

## فن وثقافة
كانت الإقامة في فيلينا فلاس خلال زيارة إلى فيسيغراد مصدر إلهام لعمل الفنان الأسترالي كيم فيركو «سبعة كيلومترات شمال شرق: عرض حول الجغرافيا والسياحة والفظائع». في عام 2013 تم إصدار فيلم لياسميلا جبانيتش وكيم فيركو لأولئك الذين لا يستطيعون رواية أي حكايات. إنه يوضح كيف يتم إخفاء الجرائم المروعة التي ارتكبت ضد النساء في فيلينا فلاس حتى اليوم حيث ظل الجناة بلا عقاب والفندق يعمل وكأن شيئا لم يحدث.